# Corrientes y Esmeralda
Corrientes y Esmeralda es un tango cuya letra pertenece a Celedonio Flores en tanto que la música es de Francisco Pracánico. 

## Los autores
Francisco Pracánico nació el 15 de mayo de 1898 en San Fernando, provincia de Buenos Aires y falleció el 30 de diciembre de 1971). Fue pianista del conjunto de Augusto Pedro Berto y tuvo su propia orquesta que dirigía desde el piano. También fue pianista de la orquesta de tango de Juan D´Arienzo y acompañó a cancionistas  como Azucena Maizani, Mercedes Carné, Ada Falcón y Carmen Duval.
Celedonio Esteban Flores (Buenos Aires, 3 de agosto de 1896 - 28 de julio de 1947) fue un poeta y letrista argentino. Sus tangos, muchas veces sentenciosos y moralizantes, con descripción de sus personajes, recurrían abundantemente al lunfardo, el argot local de la región del Río de la Plata. Su mejor etapa creativa abarcó hasta principios de los años 30.

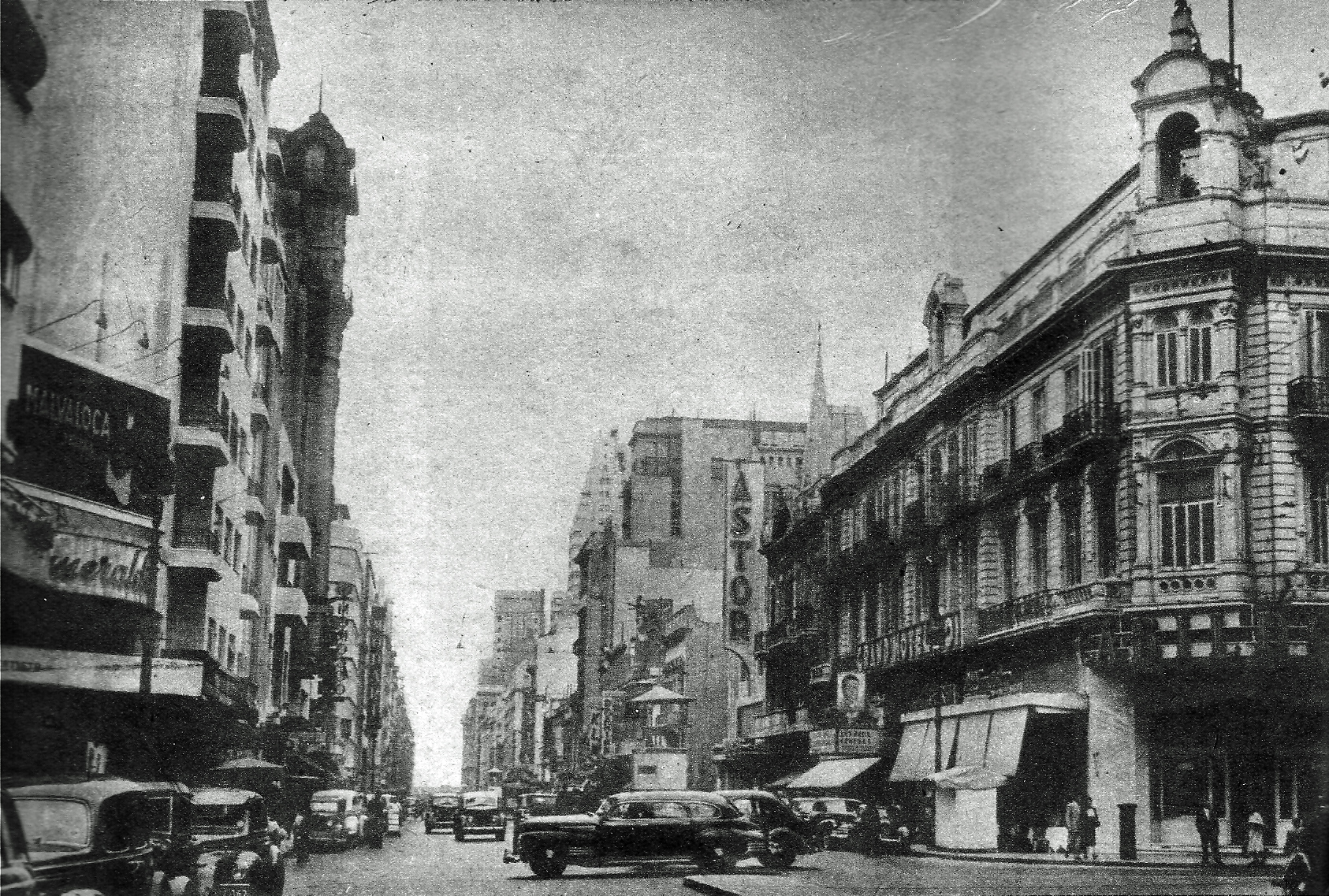
Avenida Corrientes y Esmeralda en la década del 50')

## Historia
En 1932 Celedonio Esteban Flores publicó un libro que incluía el poema Corrientes y Esmeralda que había compuesto el año anterior y sobre la base del mismo hizo la letra del tango de ese nombre, al que Pracánico puso música, que se convirtió en uno de los más populares durante la década de 1940.

## Personajes y lugares mencionados en la letra

### Teatro Odeón
El Teatro Odeón fue un teatro situado en la calle Esmeralda entre Sarmiento y Corrientes, a pocos metros de esta última.        
Fue construido en 1891 por iniciativa del empresario cervecero alemán Emilio Bieckert, en el lote en donde antes había existido el Teatro Edén, y se transformó uno de los teatros más importantes de la ciudad durante el siglo XX. La mención de la Real Academia Española evoca la representación en ese teatro por la compañía española de María Guerrero (1868-1928) de la obra La dama boba de Lope de Vega en 1897. 

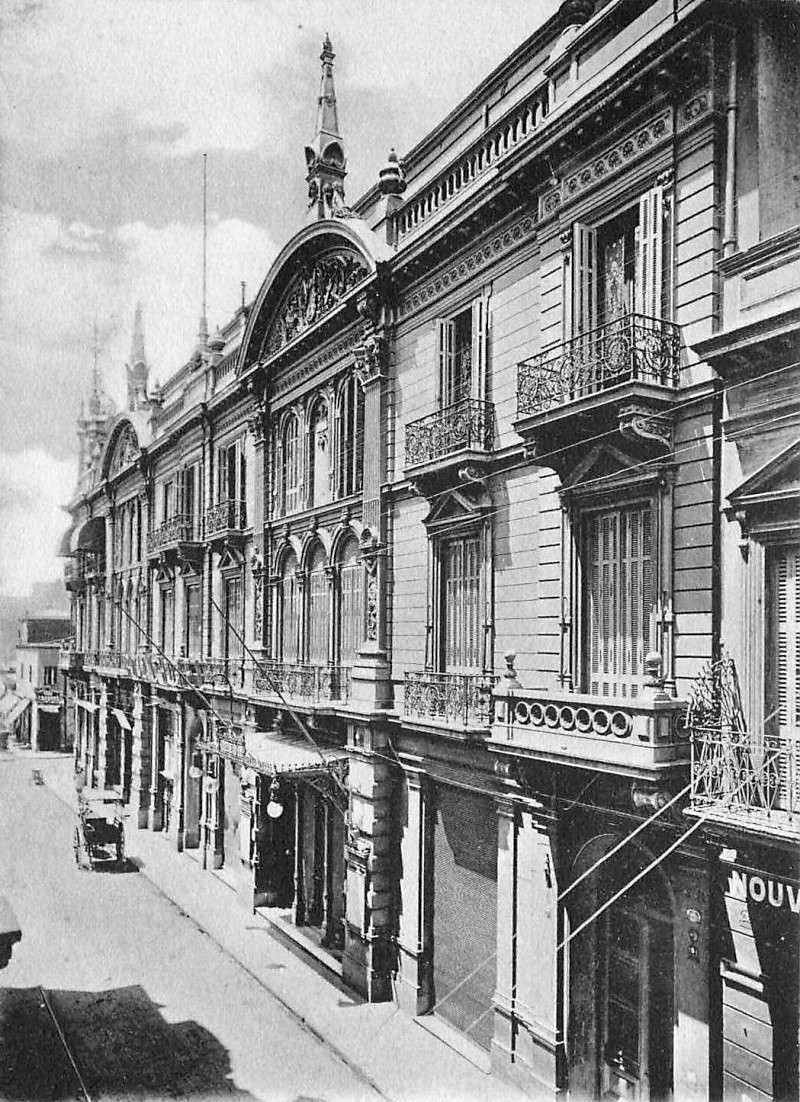
Vista de la entrada al Teatro Odeón desde la calle Esmeralda (ca. 1900)

### Pigall
El Royal Pigall era un cabaret ubicado en Corrientes entre Suipacha y Esmeralda, inicialmente en la planta baja, que ocupaba el vestíbulo de un teatro llamado Royal, Tiempo después se suprimió el teatro y el Royal Pigall pasó de la planta baja a la planta alta. En el predio se instaló en 1924 el Tabarís, primero cabaret y luego teatro de revista.

### Carlos de la Púa
Carlos de la Púa, cuyo nombre original fue Carlos Raúl Muñoz y Pérez (La Plata, 14 de enero de 1898 - 9 de mayo de 1950 también conocido como el Malevo Muñoz fue un poeta y periodista argentino, autor del libro  de poesía titulado La crencha engrasada, y uno de los máximos exponentes del lunfardo.  

### Samuel Linnig
Samuel Guillermo Eduardo Linnig, (Montevideo, 12 de junio de 1888 - Buenos Aires, 16 de octubre de 1925) fue un dramaturgo, fotógrafo, periodista y letrista de tango que también era conocido como Samuel Linning.  Si bien en su labor como dramaturgo no tuvo mayor fortuna, quedó en el recuerdo el sainete Delikatessen Hauss (Bar alemán), que escribió en colaboración con Alberto T. Weisbach porque en él se estrenó su tango más famoso: Milonguita.

### Pascual Contursi
Pascual Contursi, (Chivilcoy, 18 de noviembre de 1888 - Buenos Aires, 29 de mayo de 1932) fue un conocido dramaturgo, músico y letrista de tango argentino. Fue autor de unas cuarenta letras de tango entre las que se destaca Mi noche triste sobre la música del tango Lita de Samuel Castriota que al ser incluida en el sainete Los dientes del perro inauguró una nueva etapa del género caracterizada por el llamado tango canción. Estaba en París cuando aparecieron los síntomas de enajenación mental producto de la sífilis que padecía y algunos amigos lo embarcaron, piadosamente engañado, rumbo a Buenos Aires, donde murió internado en el Hospital de las Mercedes, un establecimiento de salud mental.  

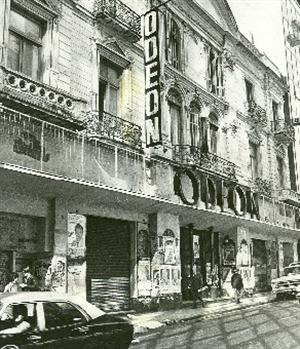
El deteriorado Odeón (ca. 1985)

### Carlos Gardel
Carlos Gardel ( Toulouse, Francia, el 11 de diciembre de 1890 - Medellín, Colombia, 24 de junio de 1935 ) vivió desde su infancia en Buenos Aires y se nacionalizó argentino en 1923 y es considerado en los países del Río de la Plata el máximo cantor de tango.

### Jorge Newbery
El término “cajetilla” que aparece en el segundo verso es en lunfardo el equivalente al “dandy” en inglés: sujeto elegante pero en forma exagerada, que gusta del buen vivir, término derivado, supuestamente, de chaquetilla, y data de fines del siglo XIX. En este tango alude a Jorge Newbery (1875-1914), destacado aviador que entre otros deportes practicaba boxeo, al igual que Flores, y fue uno de los fundadores del Club Gimnasia y Esgrima de Buenos Aires. 

### Raúl Scalabrini Ortiz
El “hombre tragedia” alude a la obra El hombre que está solo y espera publicada en  1931 escrita por Raúl Scalabrini Ortiz (Corrientes, 14 de febrero de 1898 – Buenos Aires, 30 de mayo de 1959), un pensador, historiador, filósofo, periodista, escritor, ensayista, y poeta que formó parte de FORJA ("Fuerza de Orientación Radical de la Joven Argentina"). En esa obra Scalabrini Ortiz menciona “el hombre arquetipo de Buenos Aires, el Hombre de Corrientes y Esmeralda” y aclara que lo ubica en ese lugar, que considera el “polo magnético de la sexualidad porteña”.

## Las esquinas
El tango fue compuesto unos años antes que la calle Corrientes fuera ensanchada derribando edificios de la acera par y convertida en la Avenida Corrientes.
En la esquina sudoeste estaba la Confitería El Buen Gusto, un reducto de “gente bien”. En la esquina noroeste, el Café Guaraní, al que concurrieron numerosas figuras vinculadas al tango.  En la esquina sudeste, el Hotel Royal, que tenía entrada por las dos calles,  que estaba junto al Teatro Odeón y la confitería Royal Keller, un sótano donde tomaron cerveza los bohemios e integrantes del grupo literario Martín Fierro.